# Arquitectura renaixentista veneciana

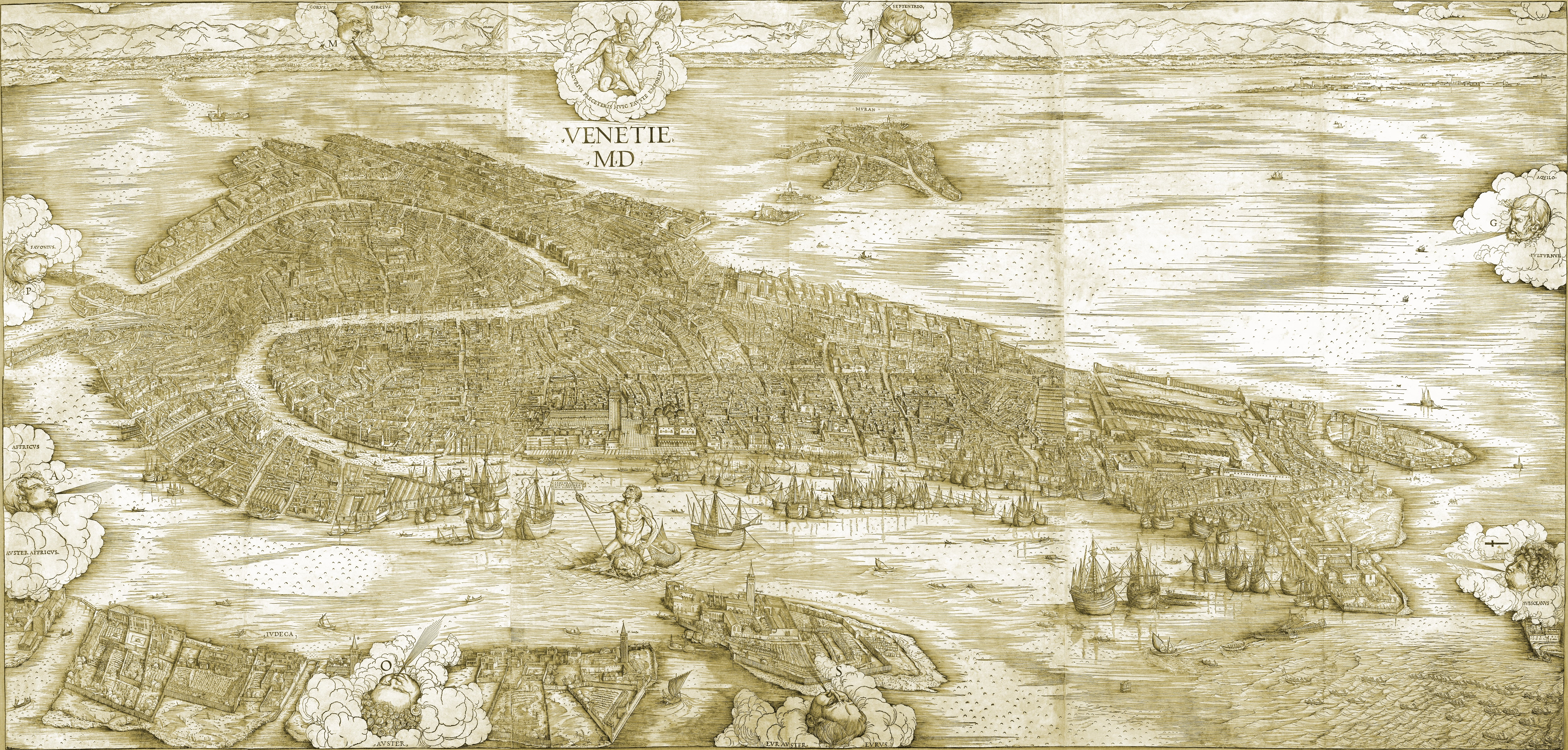
L'enorme xilografia Vista de Venècia de Jacopo de' Barbari, 1500, va ser considerada l'obra definitiva que representa la ciutat durant gran part del segle.

L′arquitectura renaixentista veneciana va començar més tard que a Florència, no abans de la dècada de 1480, i durant tot el període es va basar principalment en l'activitat d'arquitectes arribats d'altres parts d'Itàlia. La ciutat va ser molt rica durant aquest període i propensa als incendis, i per això hi havia una gran quantitat d'edificis en construcció la major part del temps, i moltes de les façanes d'aquests edificis van estar ornamentades de forma especialment luxosa.
En comparació amb l'arquitectura renaixentista d'altres ciutats italianes, hi va haver un cert grau de conservadorisme, especialment en la conservació de la forma general dels edificis, que a la ciutat generalment eren substitucions en un lloc confinat, i a les finestres, en què les rematades arquejades o arrodonides, de vegades amb una versió classitzant de la traceria de l'arquitectura gòtica veneciana, va continuar sent molt més utilitzada que en altres ciutats. El palau del Dogo va ser reconstruït molt després de diversos incendis, però principalment darrere de façanes gòtiques.
L'elit veneciana tenia una creença col·lectiva en la importància de l'arquitectura per reforçar la confiança en la República, i una resolució del Senat el 1535 ja assenyalava que era «la ciutat més bella i il·lustre que existeix actualment al món». Alhora, es desaconsellava la competència oberta entre famílies patrícies a favor d'una «igualtat harmoniosa», cosa que s'aplicava tant a la construcció d'edificis com a altres àrees, i la novetat per si mateixa, o per recuperar les glòries de l'antiguitat, era vista amb suspicàcia. Encara que els visitants admiraven els conjunts rics, l'arquitectura veneciana no va tenir molta influència més enllà de les pròpies possessions de la república abans d'Andrea Palladio (1508-1580), l'estil del qual —l'arquitectura palladiana— es va fer enormement influent algun temps després de la seva mort, especialment al món angloparlant.

## Edifici venecià

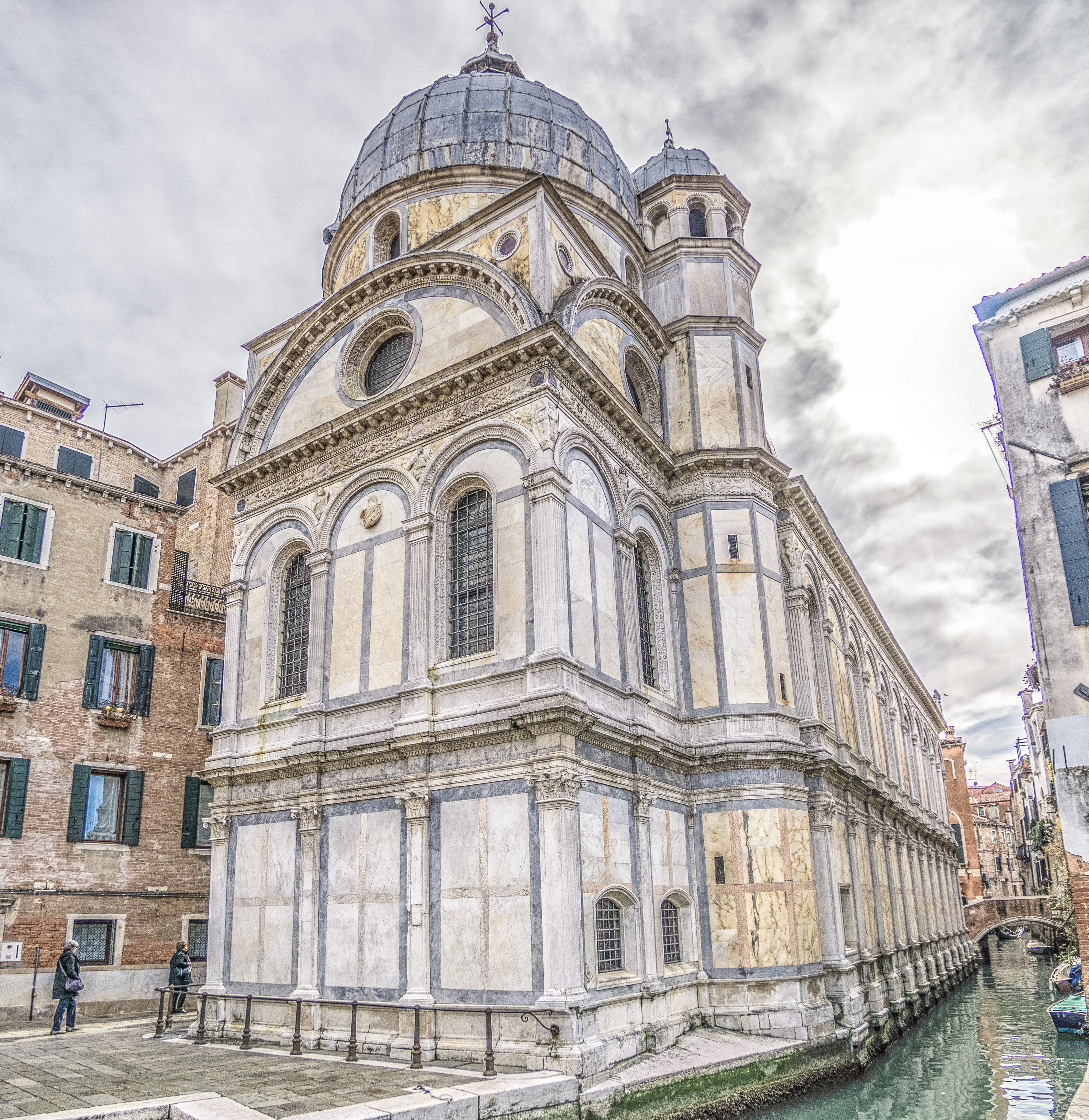
Santa Maria dei Miracoli, de la dècada de 1480, de Pietro Lombardo, que va ser sobretot el principal escultor de Venecia.

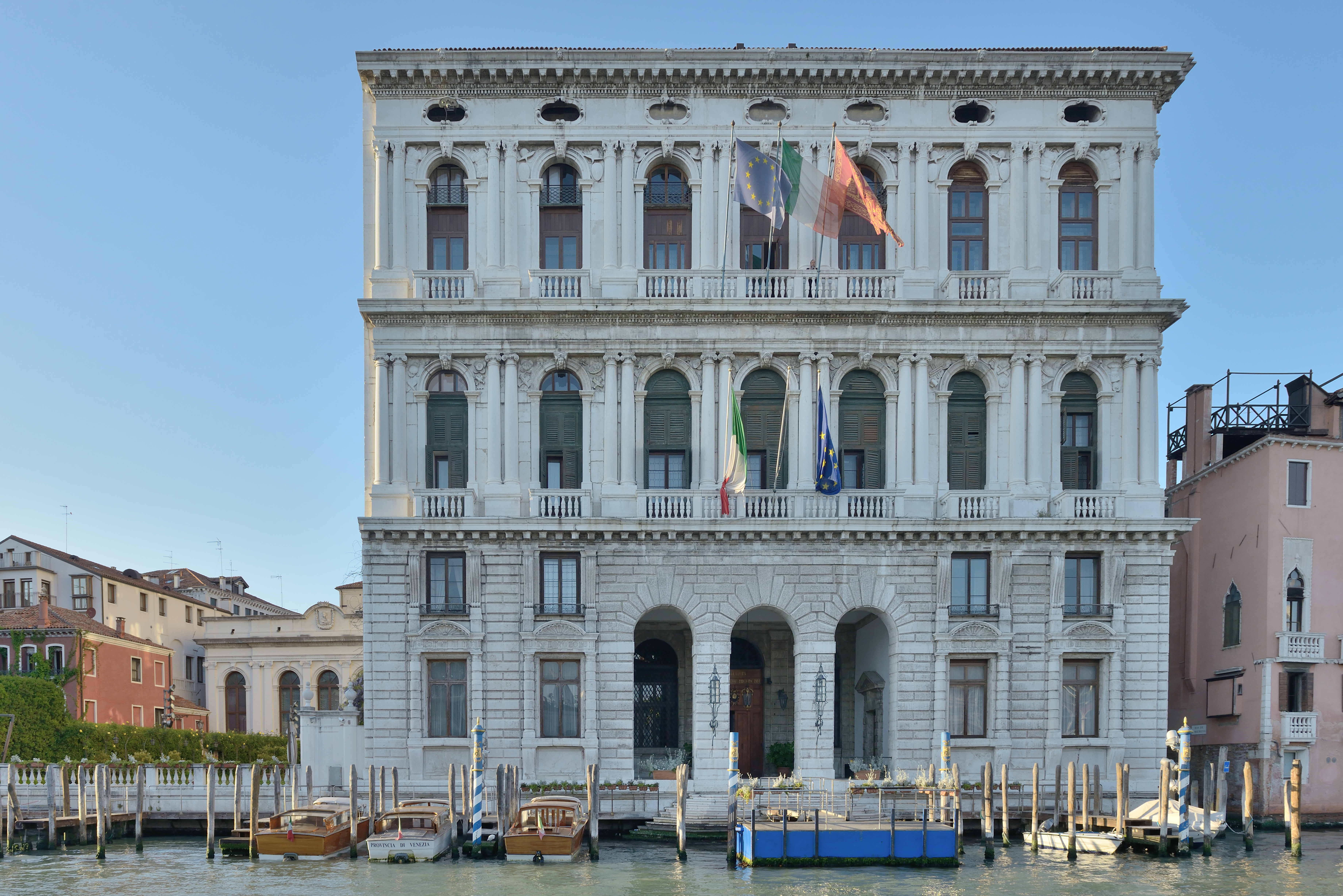
Palazzo Corner della Ca' Granda, de Jacopo Sansovino, que va reemplaçar un edifici incendiat el 1532. Compareu els costats molt més simples

Venècia està construïda sobre fang al·luvial, i la majoria dels edificis de la ciutat van ser (i majoritàriament encara ho estan) suportats per un gran nombre de pilons de fusta clavats al fang. Sobre una plataforma de pedra que s'assenta sobre ells, el material de construcció normal va ser el maó, encara que les façanes renaixentistes generalment es revestien amb pedra d'Ístria, una fina pedra calcària que no és estrictament un marbre, encara que sovint se'n diu així. Arribava per mar des de les pedreres a Ístria a terraferma, ara a Croàcia. També tenia l'avantatge que suportava molt millor que el marbre la sal en suspensió a l'aire costaner i les inundacions. Altres pedres de diferents coloracions s'usaven sovint per al contrast, especialment una pedra vermella de Verona. Els marmorí o estuc de cocciopest, fets de fragments de pedra calcària, maó i terracota, eren l'acabat típic de les parets interiors i, de vegades, exteriors.

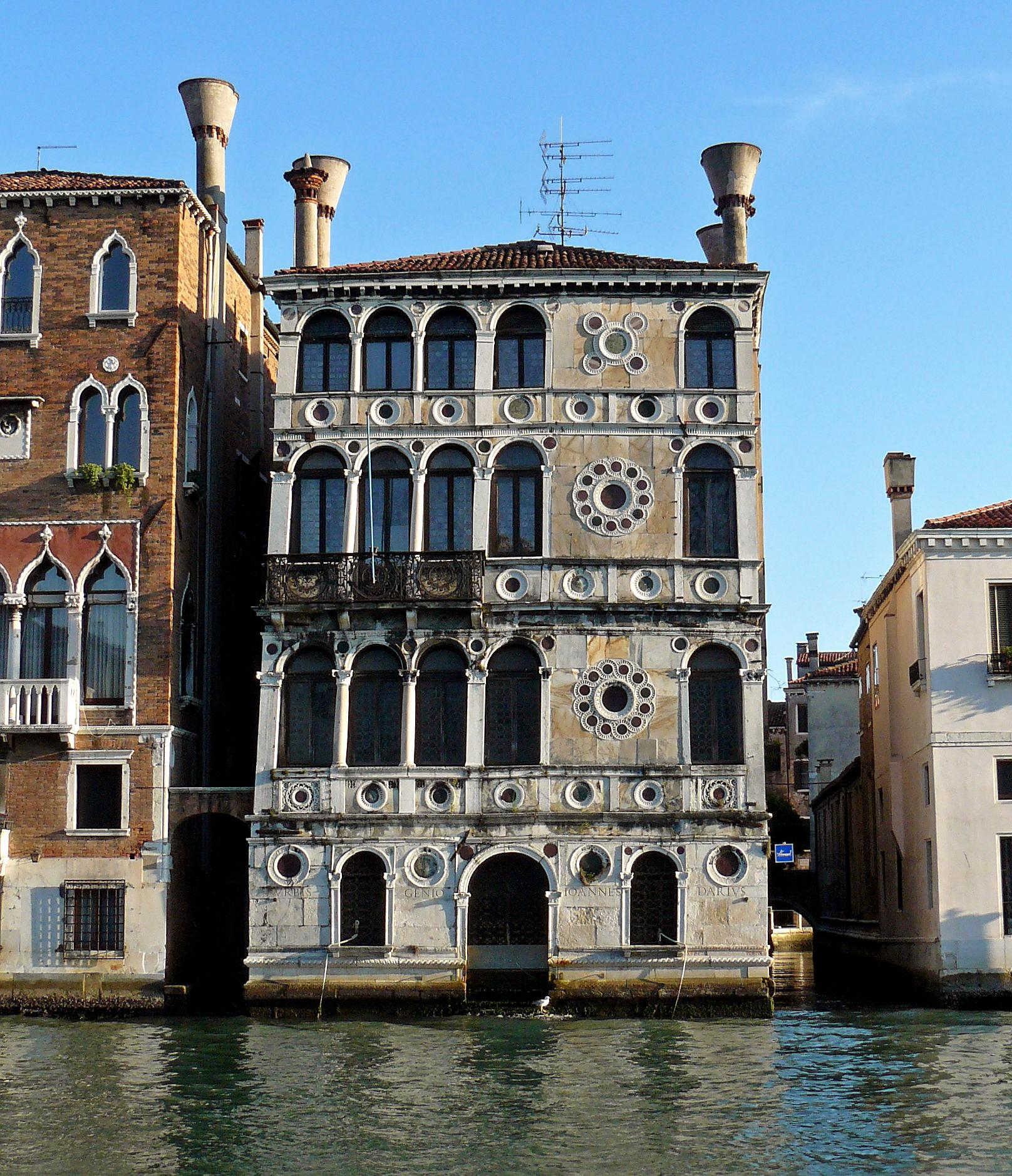
Ca' Dario, dècada de 1480, amb les típiques xemeneies venecianes

Els sostres plans suportats per bigues de fusta van ser preferits a les voltes, que podien esquerdar-se quan l'edifici s'assentés sobre els fonaments sobre pilons. En general, sobre les bigues s'asseien dues capes de taules de pis, col·locades en angle recte entre si. Es van utilitzar tipus de fusta diferents segons fos el propòsit, i en el període del Renaixement, els boscos continentals més propers ja s'estaven quedant curts, i el cost de la fusta havia augmentat considerablement. Les xemeneies venecianes, molt grans i característiques, amb una tapa coberta de terracota com un con invertit, estaven dissenyades per evitar que les espurnes perilloses s'escapin i causin incendis.
La ciutat principal ja estava en gran part construïda, estant els edificis molt estrets al centre; això es mostra clarament a l'enorme vista en fusta de Jacopo de' Barbari Vista de Venècia amb una vista d'ocell de la ciutat el 1500. La majoria dels grans edificis renaixentistes eren reemplaçaments, que havien d'encaixar als límits del lloc existent. Com que els edificis estaven molt estrets, Venècia era encara més propensa a incendis que altres centres urbans italians, creant la necessitat de molts dels nous edificis. En particular, el districte de Rialto va quedar gairebé destruït el 1514, i el Palau Ducal va tenir incendis en 1483, 1547 i 1577, encara que les façanes exteriors gòtiques van sobreviure. L'activitat de construcció gairebé permanentment ocupada a Venècia significava que abundaven els treballadors qualificats. Tot i això, acabar els grans edificis sovint prenia de deu a vint anys o més.
A diferència dels palaus o les cases de famílies riques a altres ciutats d'Itàlia, la defensa no era una preocupació important per als palaus venecians, que en qualsevol cas, sovint tenien "fos" en alguns costats. El concorregut centre de la ciutat va encoratjar la construcció d'edificis alts per als estàndards de l'època, i l'accés principal per a la llum era sovint des de la façana frontal, que en general té més finestres i més grans que els palaus en altres llocs . No era estrany afegir pisos addicionals a edificis antics. La població de la ciutat, que havia arribat a les sis xifres al voltant de 1300, va assolir el punt més alt de tots els temps en aproximadament 190.000 habitants abans d'una terrible plaga en 1575-1577 que va matar a aproximadament un terç de les persones (inclòs l'ancià Ticià i el seu fill).

## Edificis primerencs
La porta principal de l'Arsenal de Venècia, la Porta Magna, va ser construïda a la fi de la dècada de 1450 i va ser una de les primeres obres de l'arquitectura renaixentista veneciana. Es va basar en el romà Arc dels Sergii, un arc triomfal erigit a Pula, a Ístria, ara a Croàcia però llavors en territori venecià. Al voltant de la mateixa data, l'Arc Foscari, un elaborat canopi o arc triomfal per a l'entrada cerimonial al pati del Palau Ducal, mostra un aspecte clàssic als seus nivells inferiors, però es converteix en un bosc de pinacles gòtics a la part superior.

## Arquitectes i els seus edificis principals

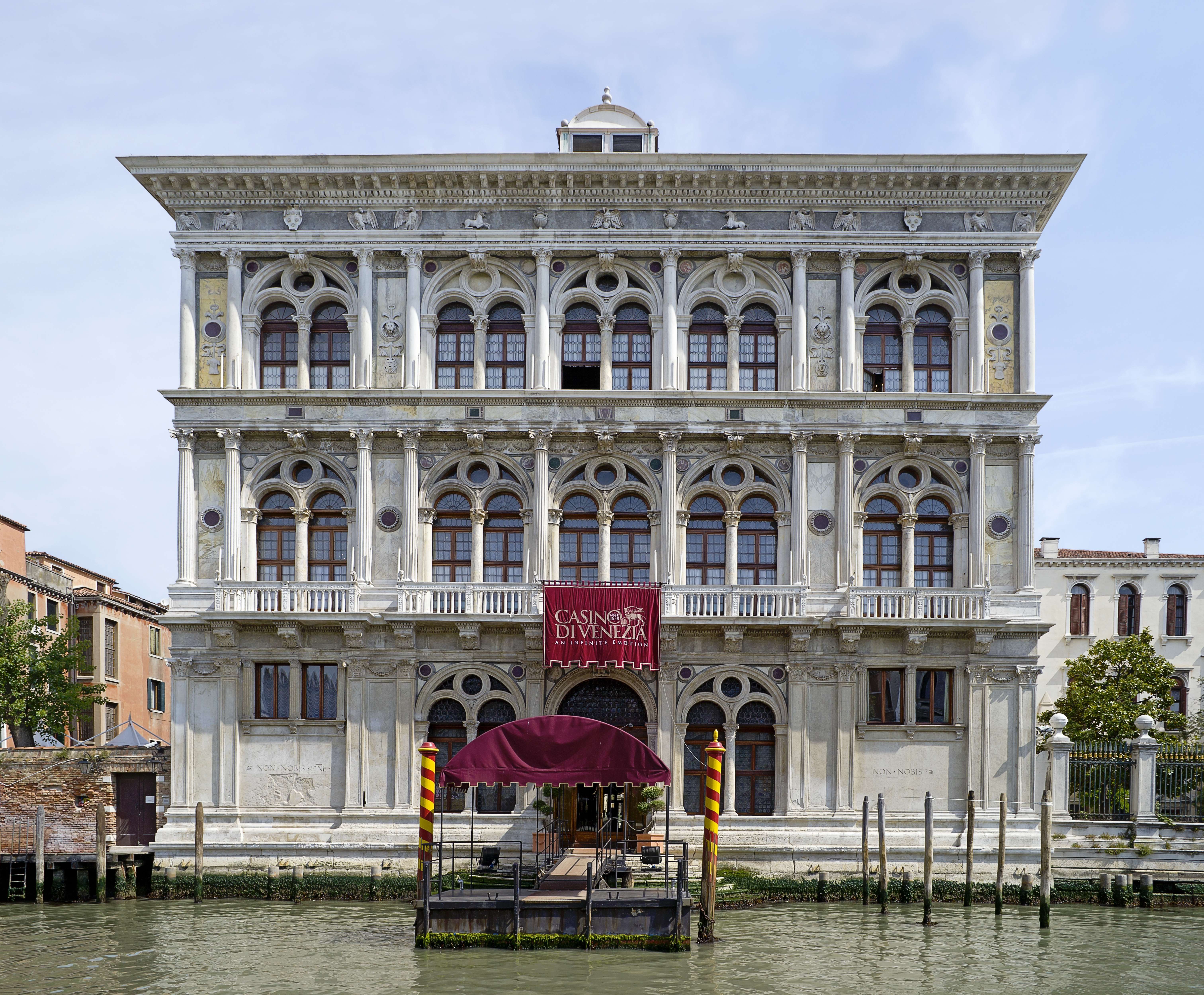
Mauro Codussi, Ca' Vendramin Calergi, des de 1481

La majoria dels arquitectes que treballaven a Venècia no eren nadius de la ciutat, ni tan sols de terraferma o els territoris al continent de la República de Venècia, però els grans pressupostos disponibles a la ciutat van temptar els arquitectes de tot el nord i centre d'Itàlia. Artistes principalment coneguts com a escultors també van treballar com a arquitectes. A més de Sansovino (discutit més endavant), els més importants van ser la família Lombardo, especialment Pietro Lombardo (1435-1515), i després el manierista Alessandro Vittoria (1525-1608). La història de l'arquitectura veneciana és complicada a causa del costum de nomenar el que avui podria anomenar-se un "arquitecte gerent", un protomaestro o proto, per informar els comitès supervisors, el nom dels quals sovint sobreviu als fitxers. La mesura que ells van ser realment responsables del disseny varia molt.
Mauro Codussi (1440-1504), natural de Lombardia, va ser un dels primers arquitectes a treballar en un estil renaixentista a Venècia, amb el seu fill Domenico ajudant-ho i duent a terme la seva pràctica després de la seva mort. Les seves obres en edificis públics inclouen els pisos superiors de l'Església de Sant Zacaries, San Giovanni Grisostomo (començada en 1497), Santa Maria Formosa (començada en 1492) i la Procuratie Vecchie en la Piazza San Marco. Probablement va dissenyar la Torre del Rellotge de Sant Marc (des de 1495), i va treballar amb escultors per reconstruir la Escola Gran de Sant Marc després d'un incendi en 1485. Un altre incendi en 1483 havia destruït l'ala est del Palau Ducal, i Codussi va guanyar el concurs per reemplaçar-lo, produint dissenys completament diferents per a les façanes que donen al pati ia l'exterior. Els seus palazzi inclouen Ca' Vendramin Calergi (iniciat en 1481) i el Palazzo Zorzi Galeoni. El seu treball respecta i al·ludeix a molts elements del gòtic venecià, i harmonitza bé amb ell.

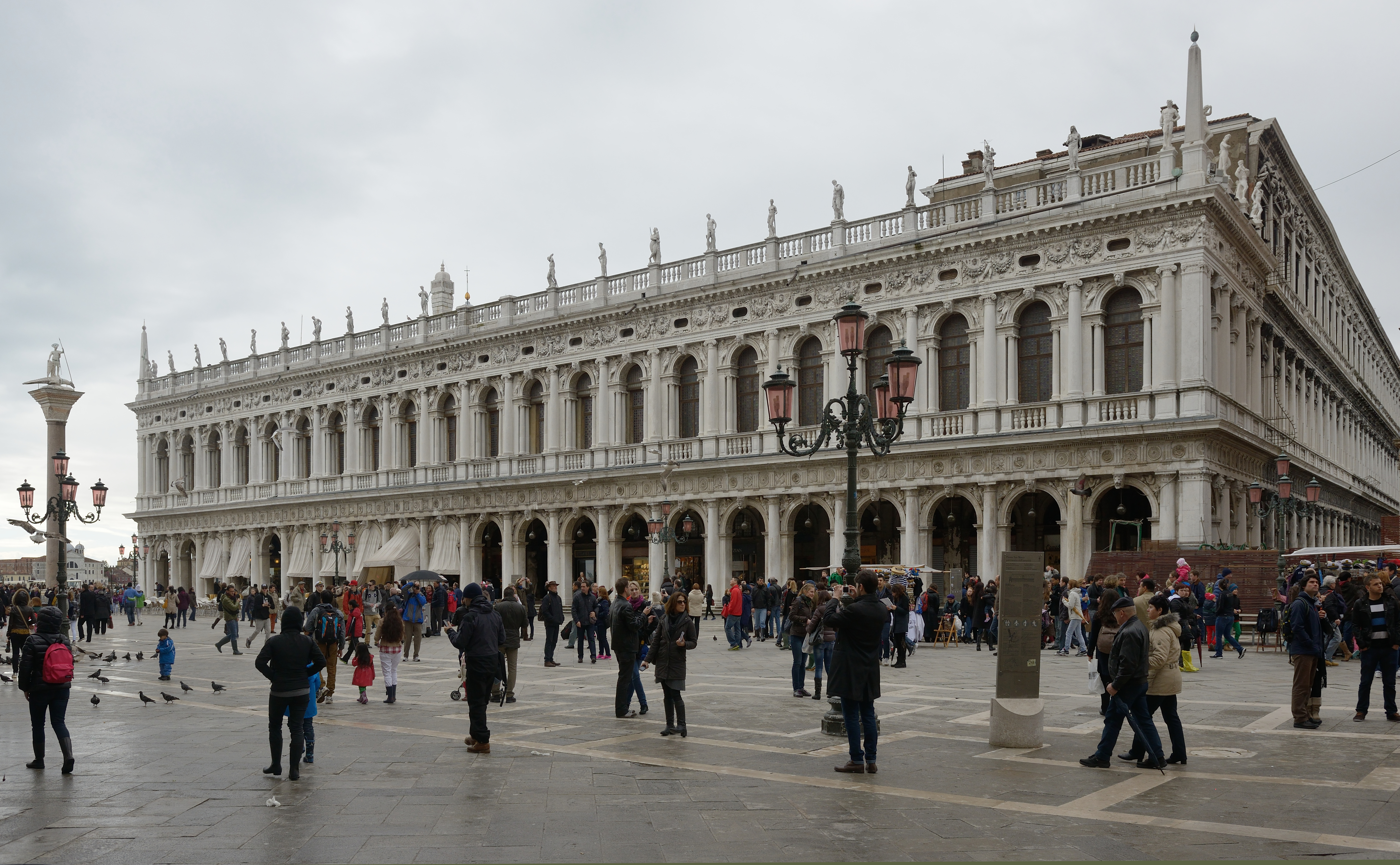
Jacopo Sansovino, Biblioteca Marciana, començada el 1537

Altres arquitectes actius en el període del Renaixement primerenc van ser Giorgio Spavento (actiu des de 1489 o abans, mort el 1509), i Antonio Abbondi, sovint conegut com Scarpagnino (mort en 1549), que va estar actiu des d'almenys 1505. L'església de Sant Sebastià (Venècia), iniciada en 1506, és una obra primerenca. Tots dos tenien molts encàrrecs governamentals.
Jacopo Sansovino (1486-1570), també escultor important, va ser un florentí que havia tingut ja una reeixida carrera a Florència i després a Roma. Va fugir a Venècia després del catastròfic saqueig de Roma de 1527 i en 1529 va ser nomenat arquitecte cap i superintendent de propietats (Protomaestro o Proto) dels Procuradors de Sant Marc. Segons Manfredo Tafuri, el seu primer projecte a Venècia, un Palazzo Gritti, mai es va construir ja que els seus plans, encara que brillants, es van considerar massa plens de novetats exhibicionistes; no havia captat la ideologia de la supèrbia i sòbria magnificència requerida pels patricis venecians. Tot i això, el seu pla per estabilitzar les cúpules de Sant Marc, que durant molt de temps havien donat problemes, embolicant bandes de ferro al seu voltant, «va fer la seva reputació». En poc temps va trobar un estil que va satisfer els clients venecians i va ser «definitiu per a tota la història posterior de l'arquitectura veneciana». És responsable l'aparença de gran part de l'àrea al voltant de la Piazza San Marco més enllà de la Basílica de Sant Marc, dissenyant la Biblioteca Marciana (1537 en endavant) i la menta o "Zecca" a la Piazzetta di San Marco. Entre els seus palazzi destaquen el Palazzo Corner della Ca' Grande (1532 en endavant) i el Palazzo Dolfin Manin, des de 1536.
La Biblioteca Marciana és considerada la seva «indubtable obra mestra» i una obra clau a l'arquitectura renaixentista veneciana. Palladio, que va veure com es construïa, considerava l'edifici com «probablement el més ric mai construït des dels temps dels antics fins ara», i Frederick Hartt l'ha descrit com «segurament una de les edificacions més satisfactòries de la història de l'arquitectura italiana». Té un lloc extremadament prominent, amb la llarga façana davant del Palau Ducal a través de la Piazzetta di San Marco, i els costats més curts davant la llacuna i la Piazza San Marco.

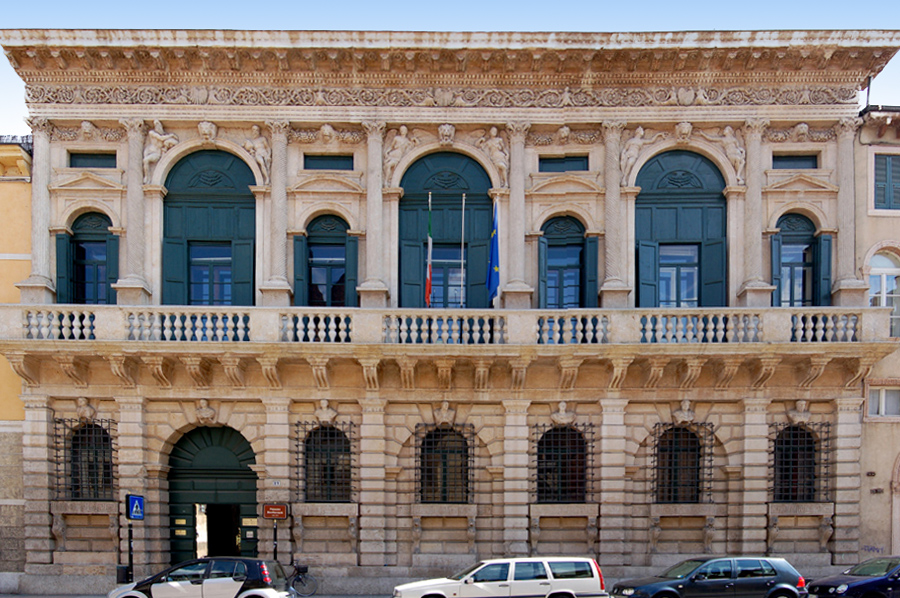
Michele Sanmicheli, Palazzo Bevilacqua, Verona, començat en 1529

Michele Sanmicheli (1484-1559) de Verona, a terraferma, es va formar més al sud, i al seu retorn a Verona en 1527 va ser contractat per l'estat com a arquitecte militar. La major part del seu treball va consistir en fortificacions i edificis militars o navals al voltant dels territoris venecians, especialment a Verona, però també va construir una sèrie de palaus que són molt originals i porten l'arquitectura veneciana al manierisme. El seu treball a Verona representa un grup d'edificis que defineixen la ciutat d'una manera comparable a la de Palladio a Vicenza. El Palazzo Bevilacqua a Verona (iniciat el 1529) és el més famós d'aquests.

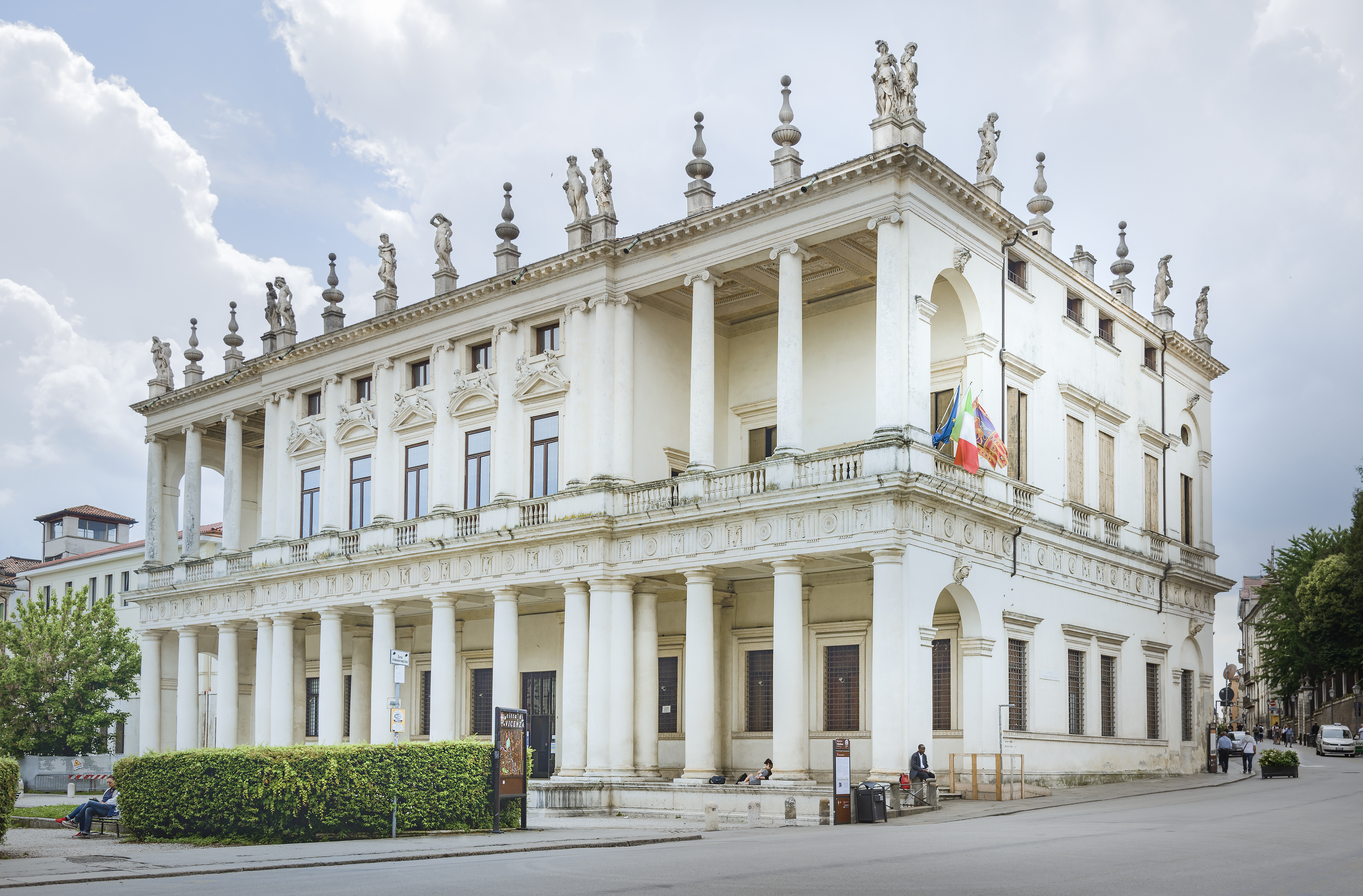
Palazzo Chiericati de Palladio, Vicenza, des de 1551

El principal arquitecte del Renaixement venecià tardà va ser Andrea Palladio (1508-1580), qui també va ser la figura clau en l'arquitectura del Renaixement italià tardà i el seu escriptor més important sobre arquitectura. Però a part de les dues grans esglésies de San Giorgio Maggiore (1566 en endavant) i de l'Il Redentore (1577 en endavant), va dissenyar relativament poc a la ciutat , per diverses raons. Va dissenyar moltes Vilas palladianes al Vèneto ia Vicenza, una sèrie de sítios famosos, relativament petits en comparació amb algunes més al sud, per a l'elit veneciana. L'estil de Palladio es va desenvolupar més tard a l'arquitectura palladiana de Gran Bretanya i de les colònies americanes, i la seva finestra veneciana, amb una part superior arquejada central, va ser pres com un element molt venecià a tot el món. El Patrimoni de la Humanitat de la Ciutat de Vicenza i les Viles Palladianes del Vèneto inclou 23 edificis a la ciutat i 24 viles de camp.
L'anomenada Basílica Palladiana a Vicenza, iniciada el 1549, és una sèrie de façanes amb lògies que tanquen l'ampli saló públic gòtic de la ciutat, utilitzat per a fins com a tribunals de justícia, on apareix per primera vegada la seva elaborada versió de la finestra veneciana; es coneix com finestra palladiana o "motiu palladià". Aquí apareix als dos pisos, cosa que és menys comuna quan s'ha copiat. L'edifici es basa a la Biblioteca Marciana de Sansovino, però és «més severament arquitectònic, menys dependent de l'escultura i alhora més flexible». Al Palazzo Chiericati, iniciat el 1551, novament hi ha dos pisos de lògies, però la façana es divideix verticalment en tres parts en avançar el pis superior al centre.

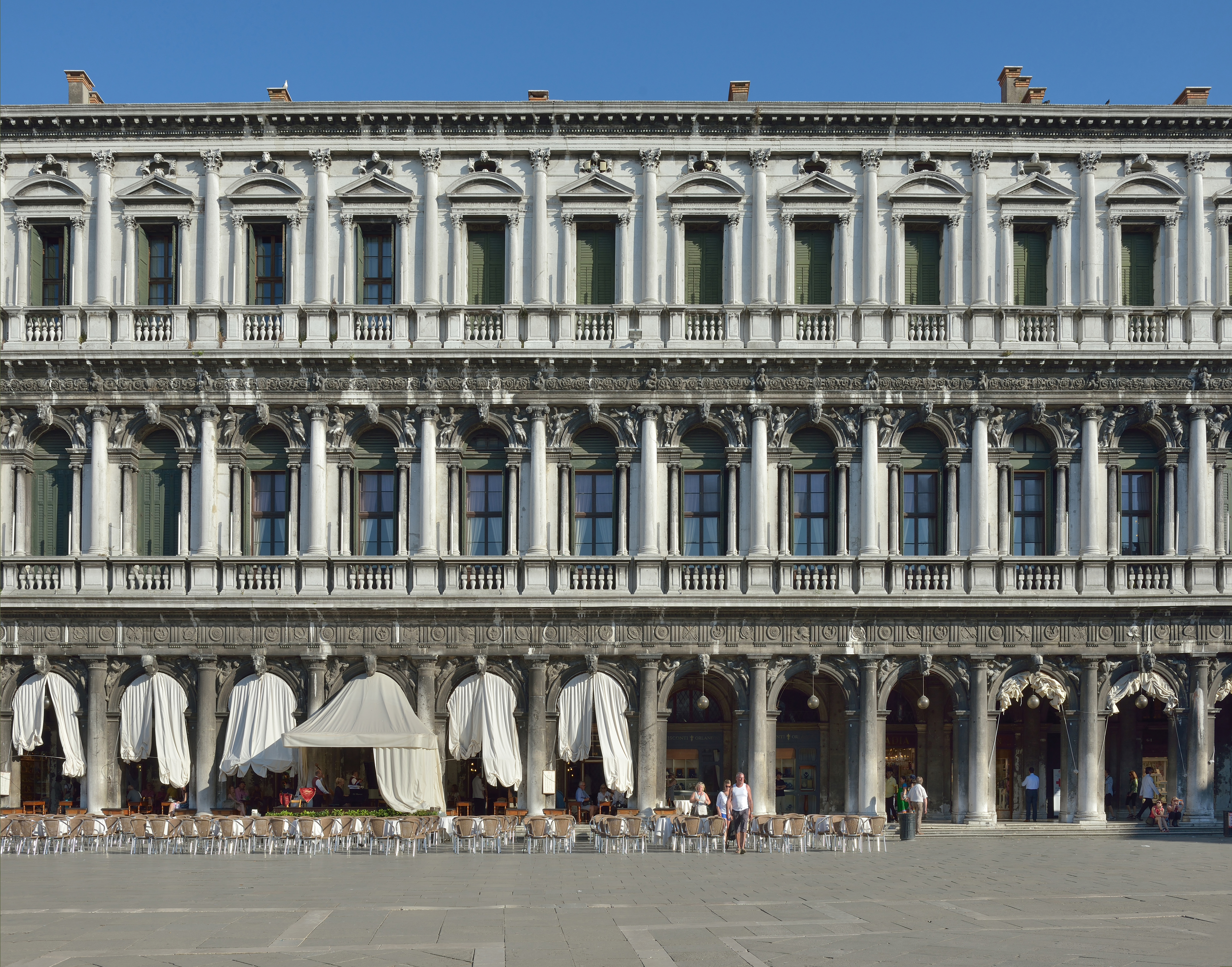
Procuratie Nuove en la Piazza San Marco, de Vincenzo Scamozzi, començada en 1586.

Vincenzo Scamozzi (1548-1616) de Vicenza només es va mudar a Venècia en 1581, un any després de la mort de Palladio. Va dissenyar la Procuratie Nuove en la Piazza San Marco, i va completar molts projectes que Palladio havia deixat incomplets. El seu pupil Baldassare Longhena (1598-1682), qui per un canvi va néixer a la ciutat, va completar al seu torn els projectes de Scamozzi, i, mentre presentava una arquitectura barroca completa a Venècia, en molts edificis, especialment a palaus, va continuar desenvolupant una forma barroca de l'estil renaixentista venecià.

## Llibres venecians d'arquitectura
Venècia va ser un important centre europeu d'impressió de llibres, i es va convertir en el centre de publicacions d'arquitectura principal. Vitruvi era l'únic escriptor clàssic significatiu en arquitectura que havia sobreviscut, i la seva obra De architectura va ser estudiada per tots els arquitectes del Renaixement. Encara que el text llatí ja s'havia imprès abans, la primera edició il·lustrada amb gravats en fusta va ser produïda per Fra Giovanni Giocondo a Venècia el 1511; havia dissenyat el Fondaco dei Tedeschi en 1505-1508.
Els Set llibres o Tutte l'opere d'architettura et prospetiva de Sebastiano Serlio (1475-1554) també es van publicar a Venècia, en diversos volums des de 1537 en endavant. Havia treballat a la ciutat com a arquitecte, però va deixar poca empremta. Aquests llibres també es van il·lustrar molt i es van convertir en lectures essencials, i es van copiar i traduir ràpidament a tot Europa. El patrici humanista, clergue i diplomàtic venecià Daniel Barbaro va ser mecenes de Palladio (Villa Barbaro), i Palladio va il·lustrar la seva traducció italiana de Vitruvi (1556). El mateix I quattro libri dell'architettura (1570), de Palladio, il·lustrat per ell mateix, novament va tenir una gran influència a tot Europa.
El llibre principal de Vincenzo Scamozzi, L’Idea dell’Architettura Universale, es va publicar el 1615, i essencialment mira enrere cap a Palladio; va ser influent en la difusió del paladianisme.

## Pintures exteriors
Un nombre considerable d'edificis seculars tenien pintures als murs exteriors, generalment a la façana. Alguns cops van ser d'artistes importants, però pràcticament tots han desaparegut ara. Alguns fragments molt esvaïts dels frescos d'al voltant de 1508 realitzats per Giorgione i Ticià, esmentats per Vasari, van ser retirats més tard i ara són a la Ca'D'Oro. Giorgione també va pintar la sala d'entrada de Ca' Vendramin Calergi.

## Revivalisme romà d'Orient
Venècia no tenia història com un antic assentament romà, sent fundada sobre els bancs de fang a la llacuna de Venècia després de la caiguda de l'Imperi Romà d'Orient. Als venecians els agradava afirmar que la manca de contaminació pagana en la seva història donava al seu cristianisme una qualitat especial «pura, legítima i immaculada». Però la història de la ciutat va estar íntimament lligada durant molt de temps a l'Imperi Romà d'Orient, i les referències a l'arquitectura romana d'Orient es van considerar sempre compatibles amb l'esperit de la identitat de la ciutat. Això es pot veure a l'interior de Sant Salvador, Venècia, iniciada el 1508, en què van treballar diversos arquitectes. Començada poc després de la Basílica de Sant Pere de Roma, entre altres coses aquesta gran església amb un interior basat en creu grega creus gregues representava una resposta veneciana al revivalisme romà.

## Galeria d'imatges

Edificis renaixentistes venecians
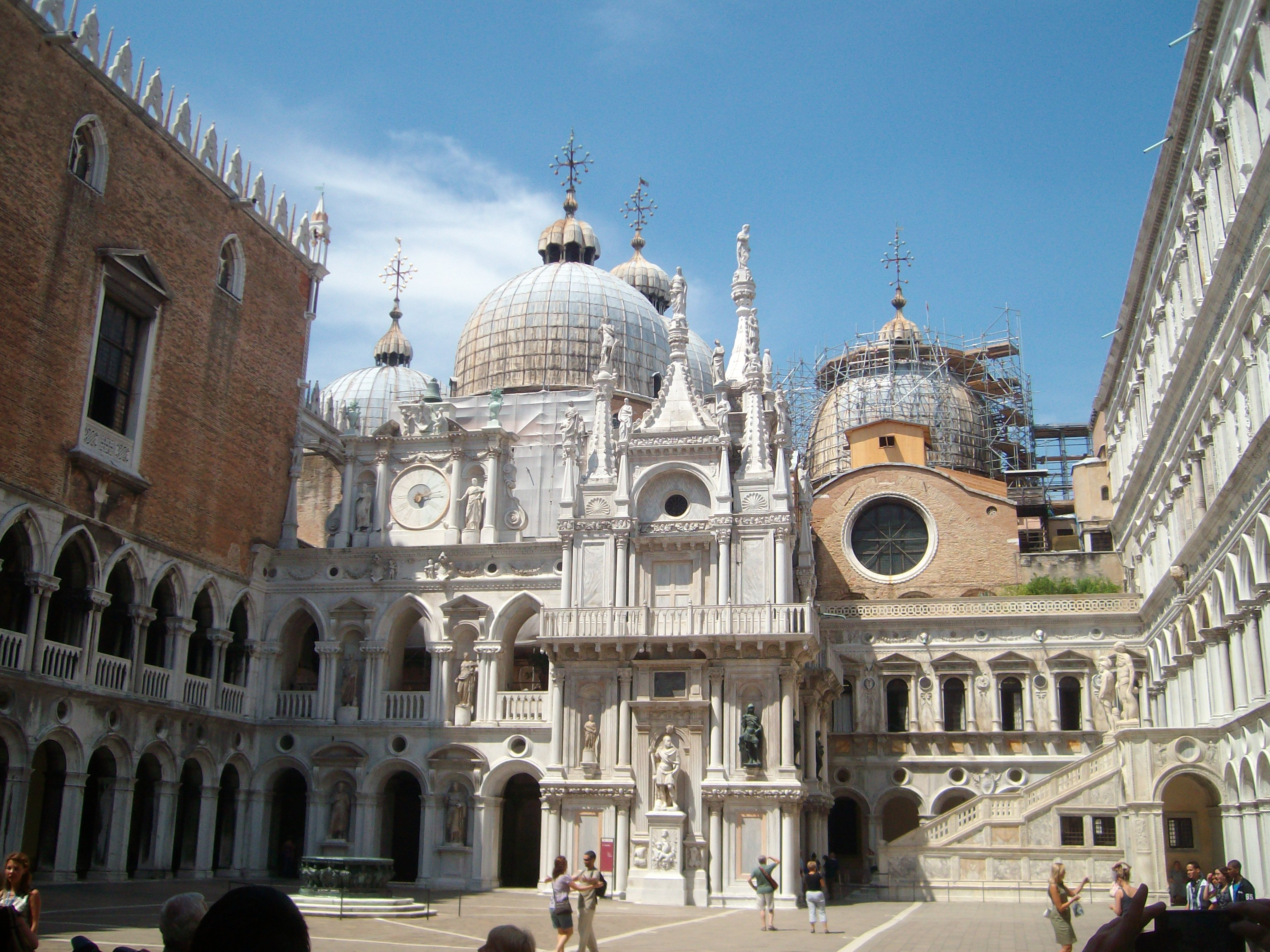
El Arc Foscari al pati del palau del Dogo, a la fi de la dècada de 1450
Harmonia entre el Palau Ducal, a l'esquerra, i la Biblioteca Marciana, a la dreta
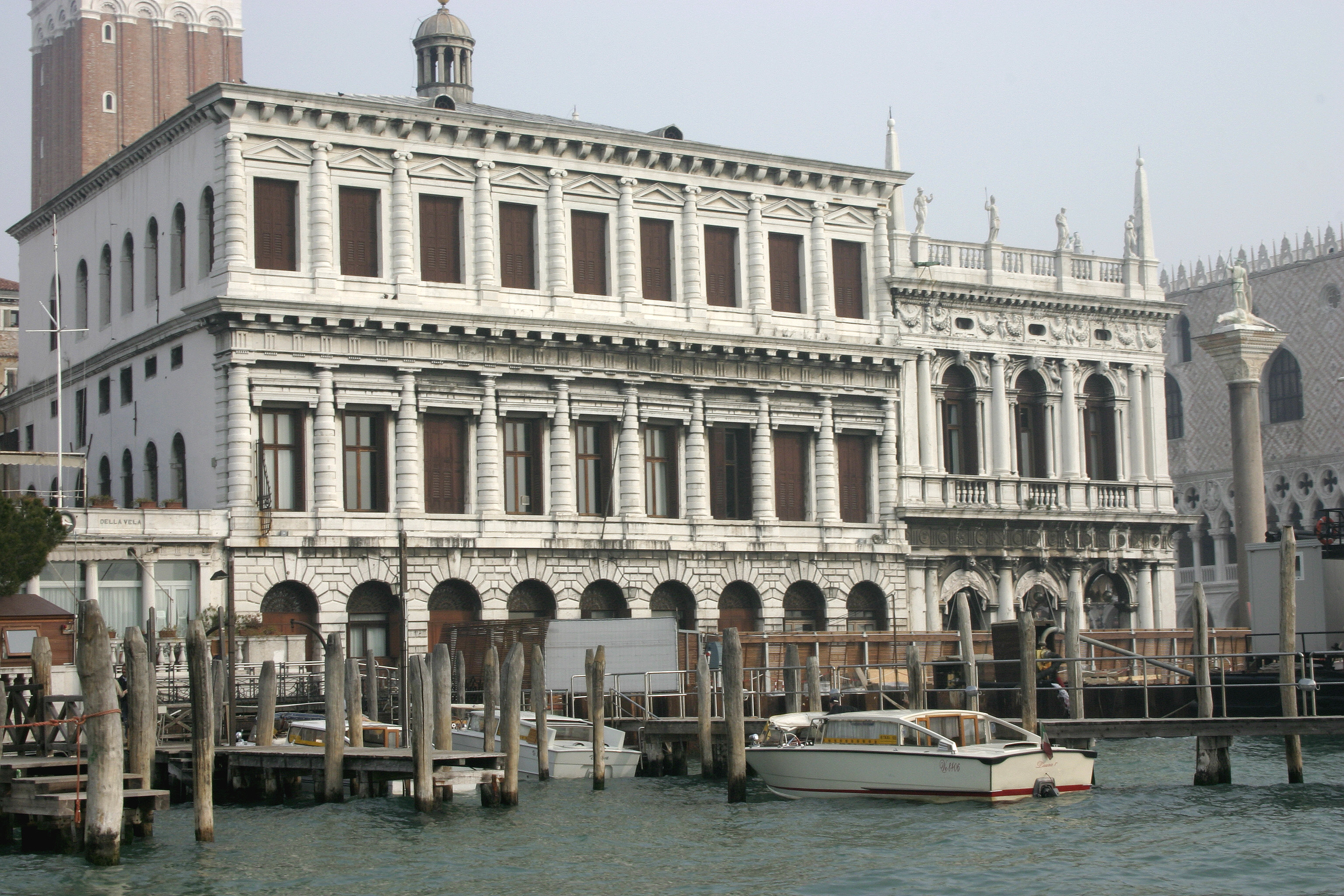
La Zecca de Sansovino, amb la Biblioteca Marciana i el Palau Ducal més enllà

Scuolas renaixentistes venecianes
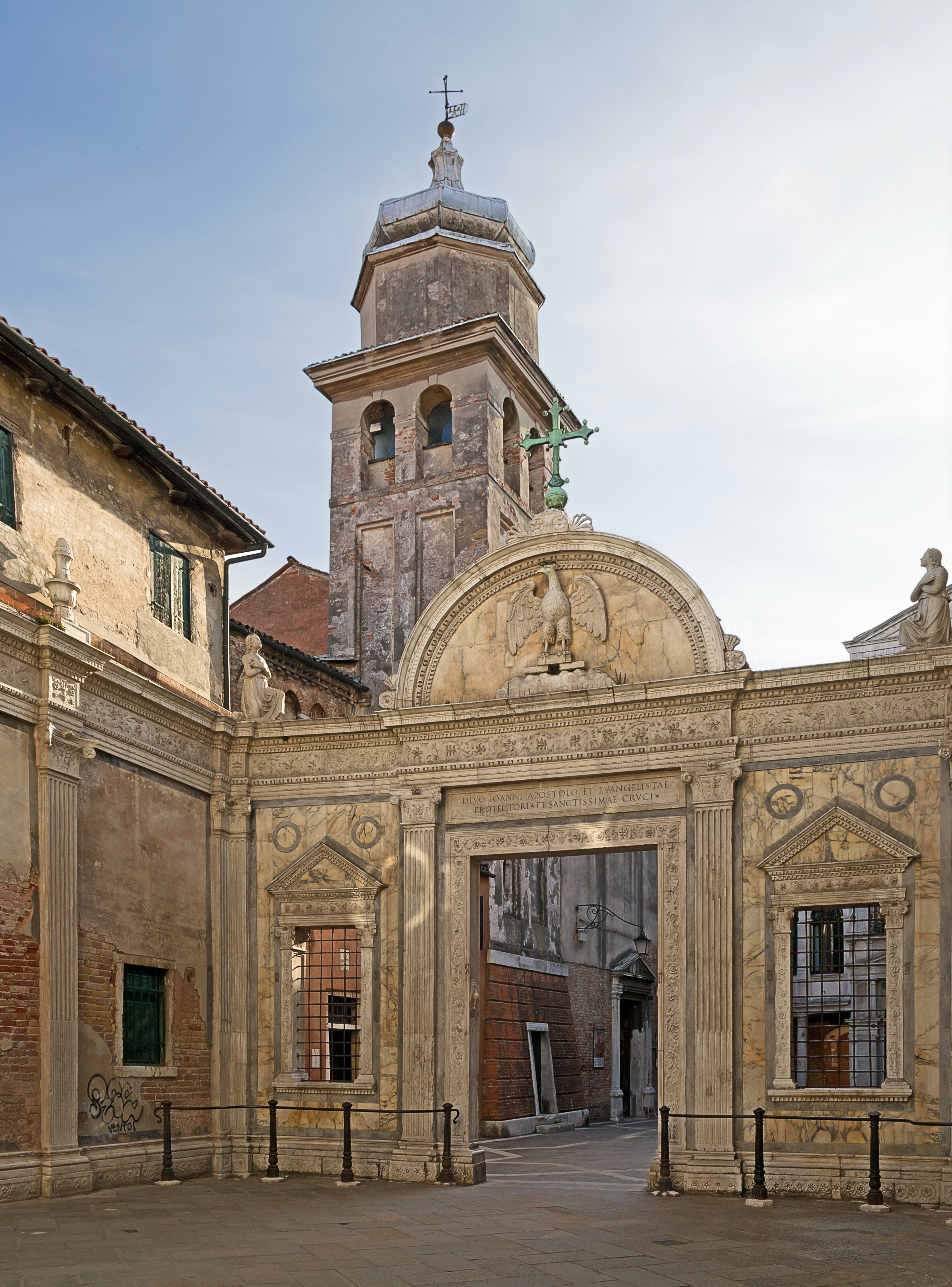
Scuola Grande di San Giovanni Evangelista, pantalla de Pietro Lombardo, 1485
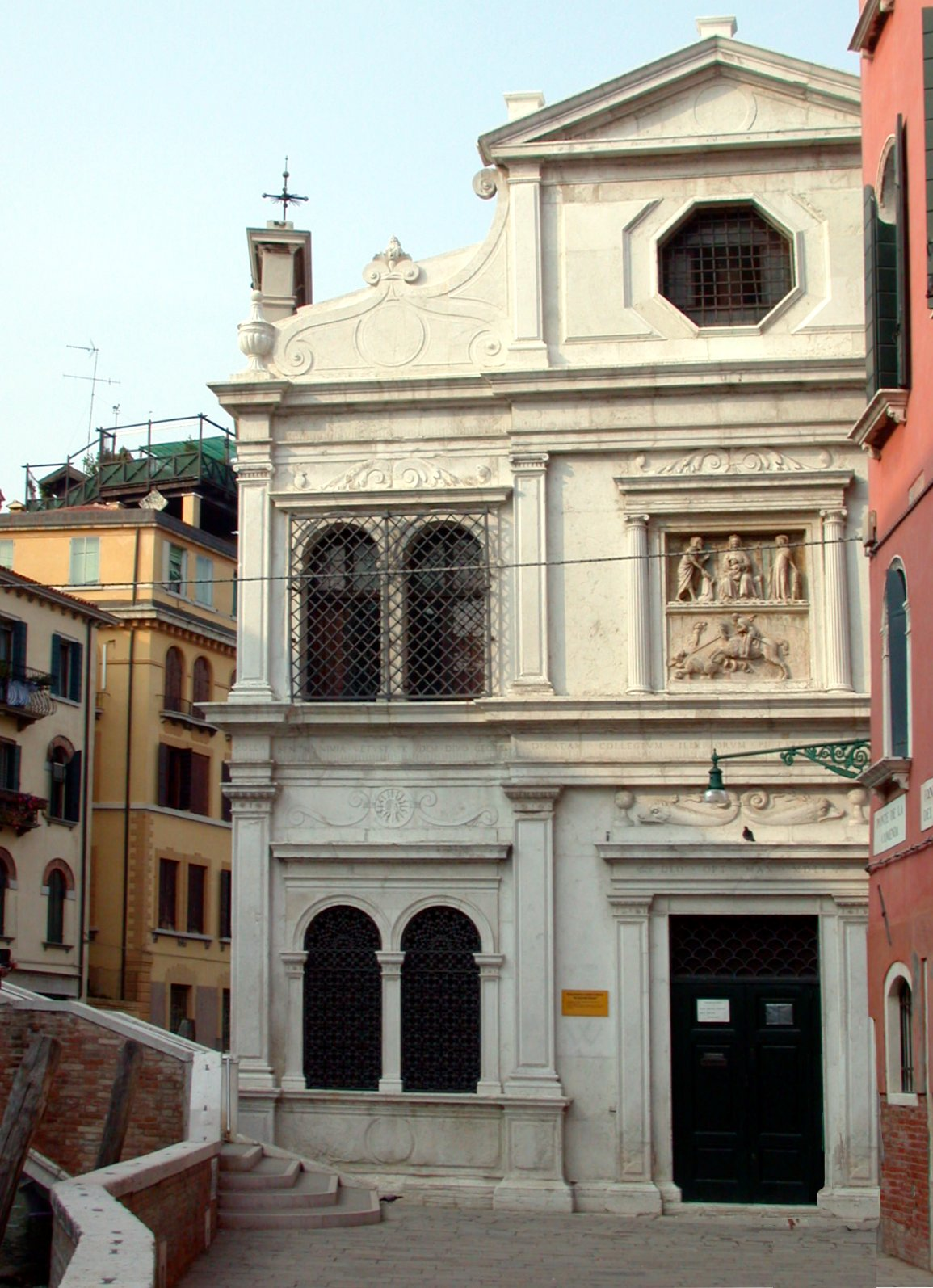
Scuola di San Giorgio degli Schiavoni, Sansovino i Giovanni De Zan
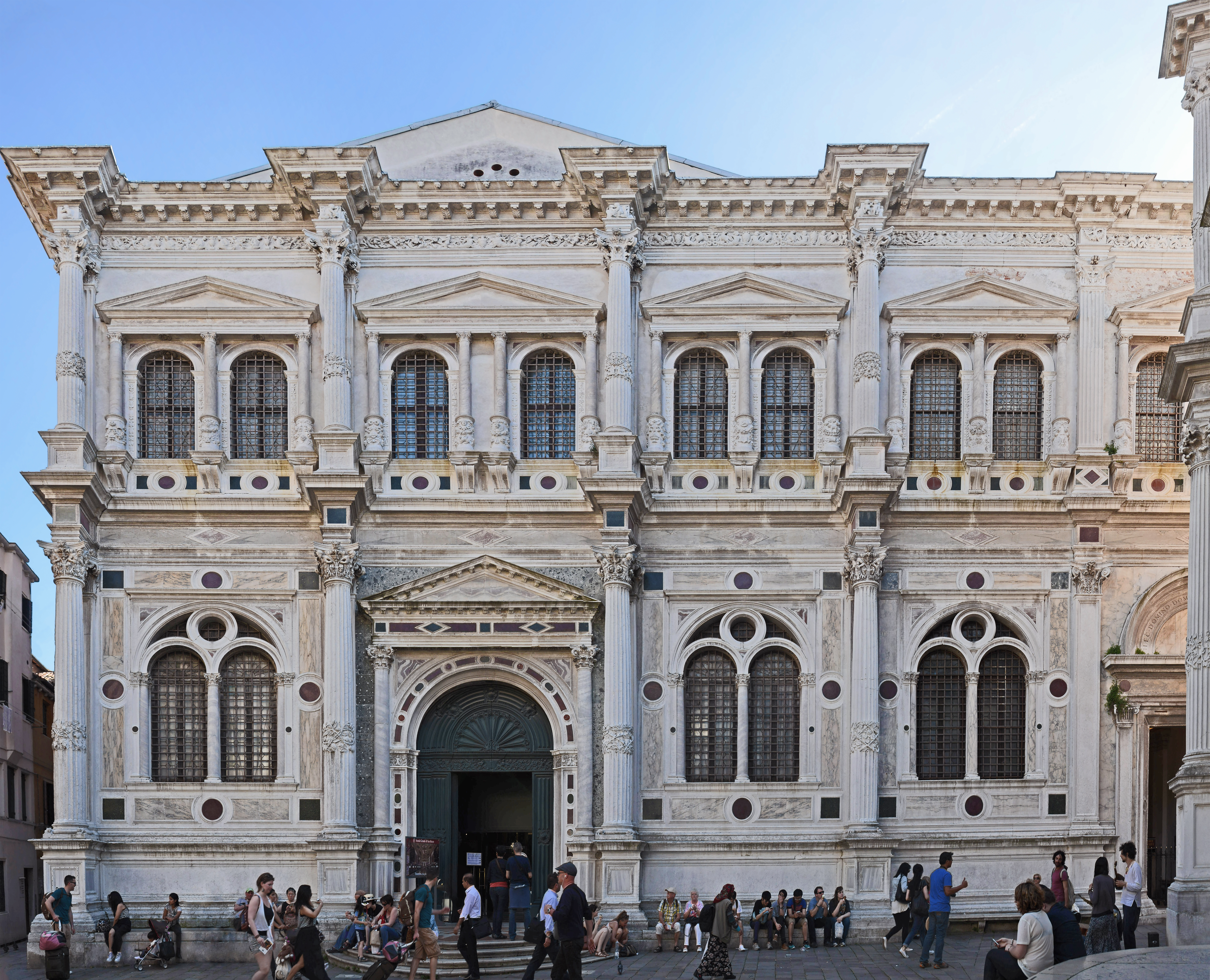
Scuola Grande di San Rocco, diversos arquitectes
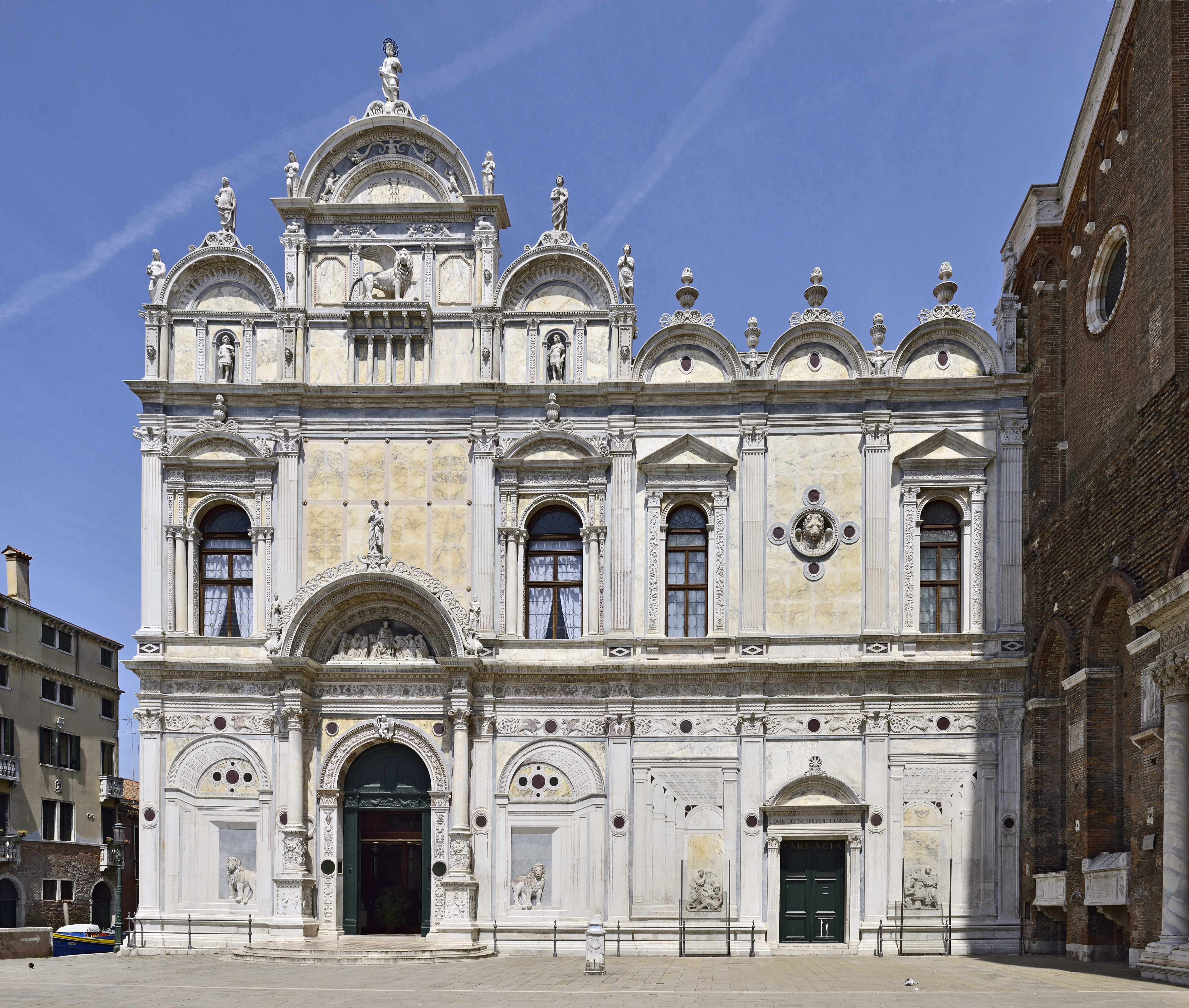
Scuola Grande di San Marco, ara un hospital. Pietro Lombardo i Codrussi

Palaus renaixentistes venecians
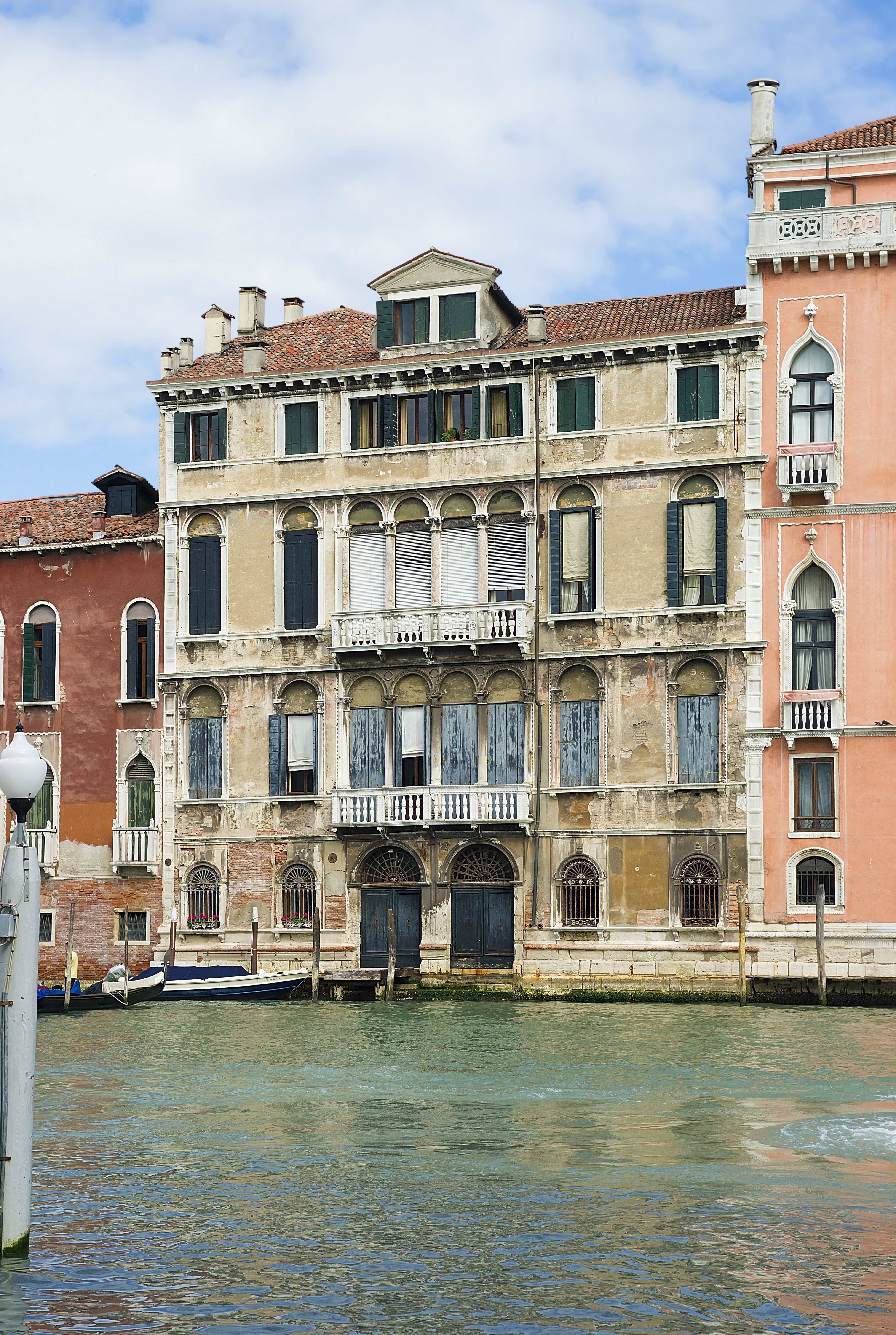
Palazzo Tiepolo, la façana originalment pintada a la fresca per Andrea Schiavone (queden vestigis febles)
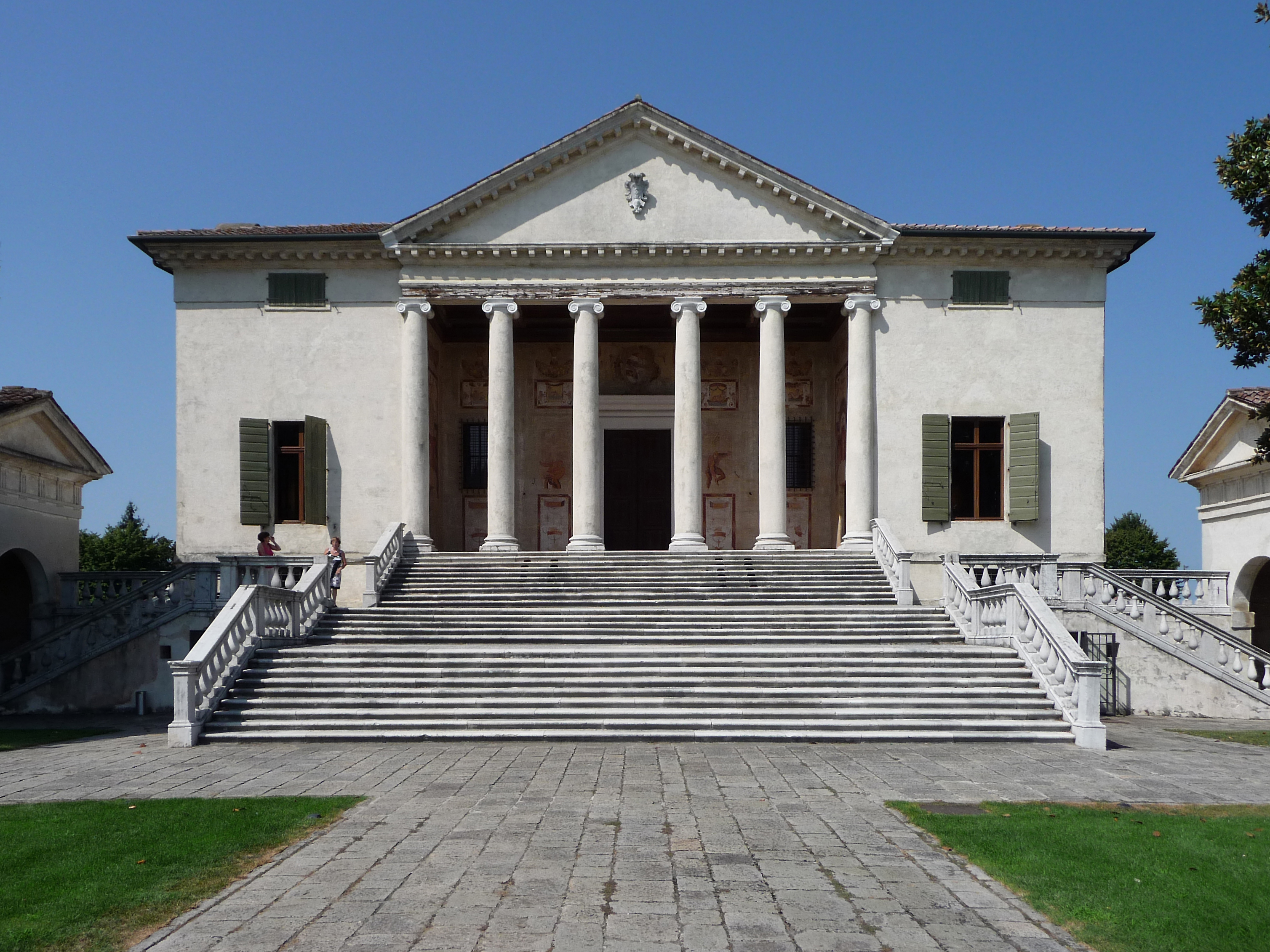
Palladio, Villa Badoer, 1556 en endavant, una de les seves viles a la terrafirma
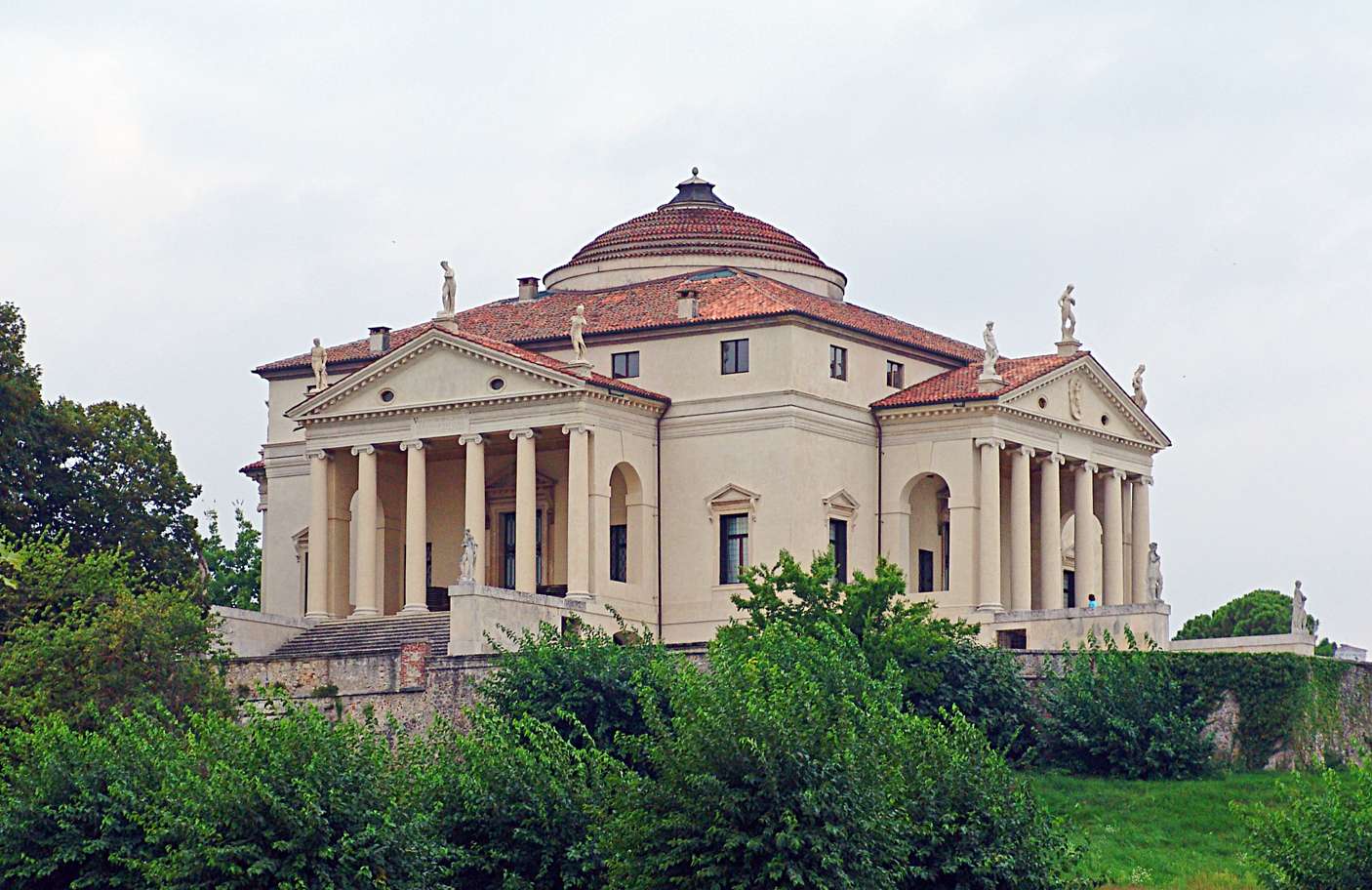
Villa Capra La Rotonda de Palladio, començada el 1567
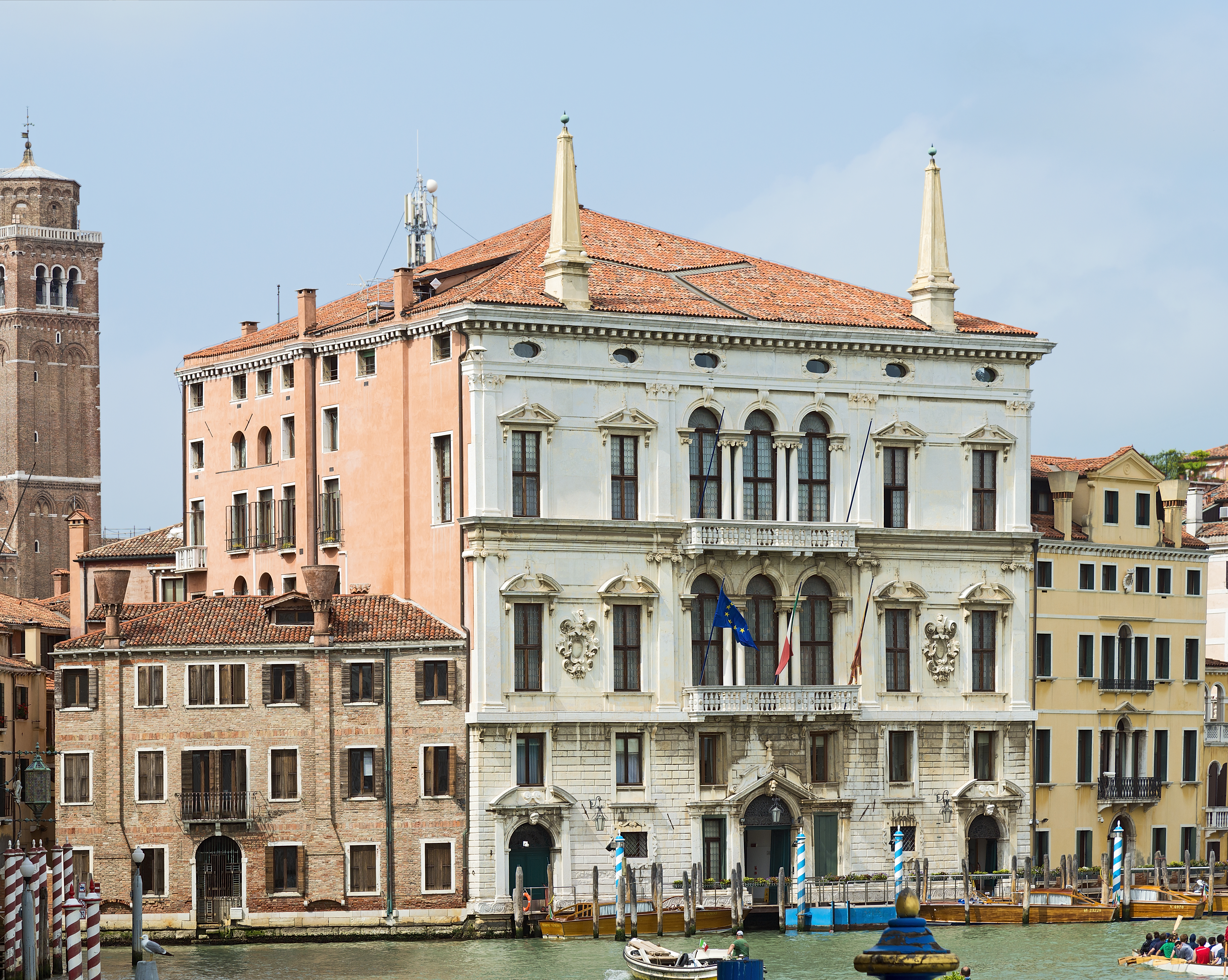
Palazzo Balbi, Alessandro Vittoria, 1582

Esglésies renaixentistes venecianes
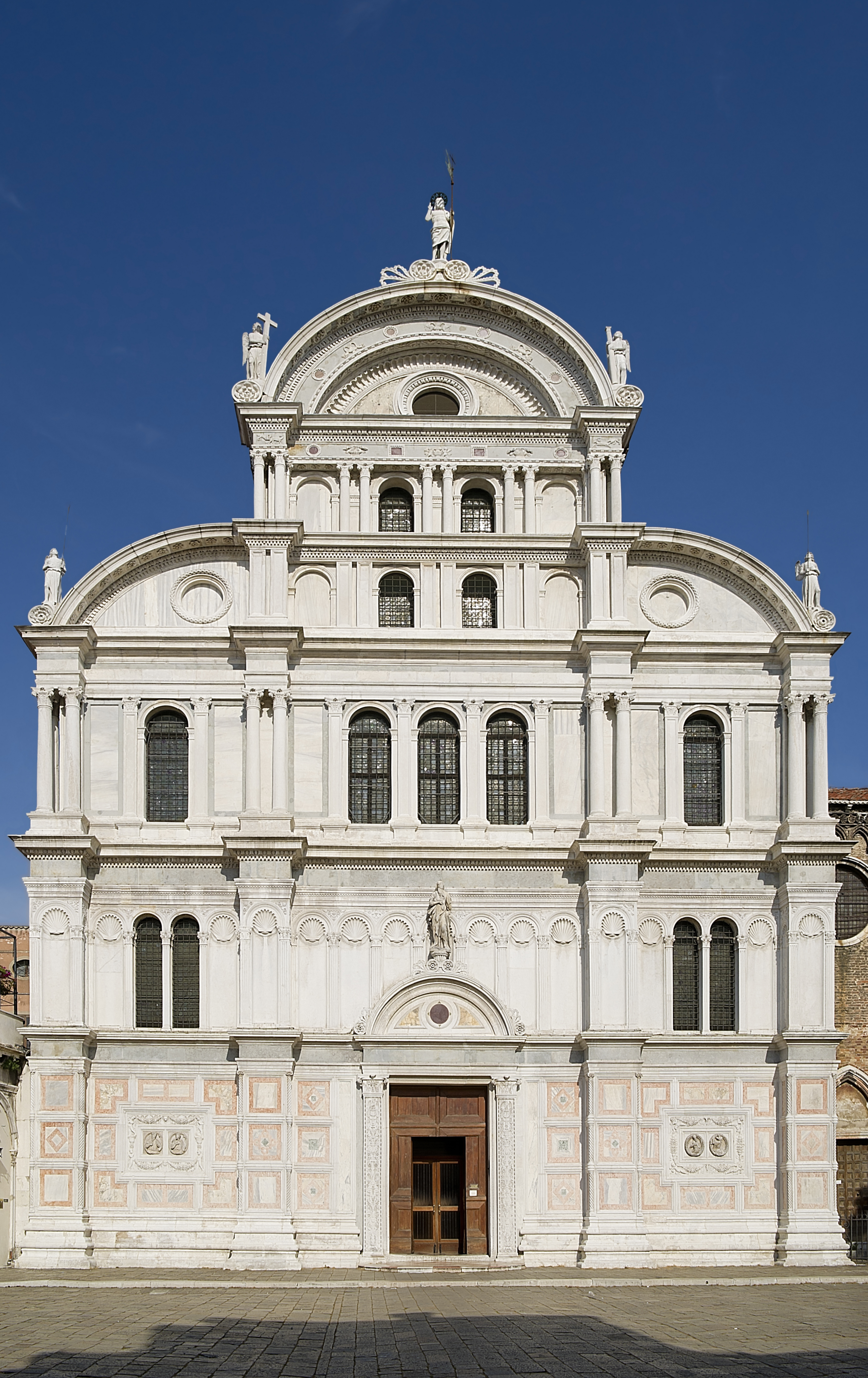
Església de Sant Zacaries, Codussi va completar les parts superiors d'una església començada en gòtic
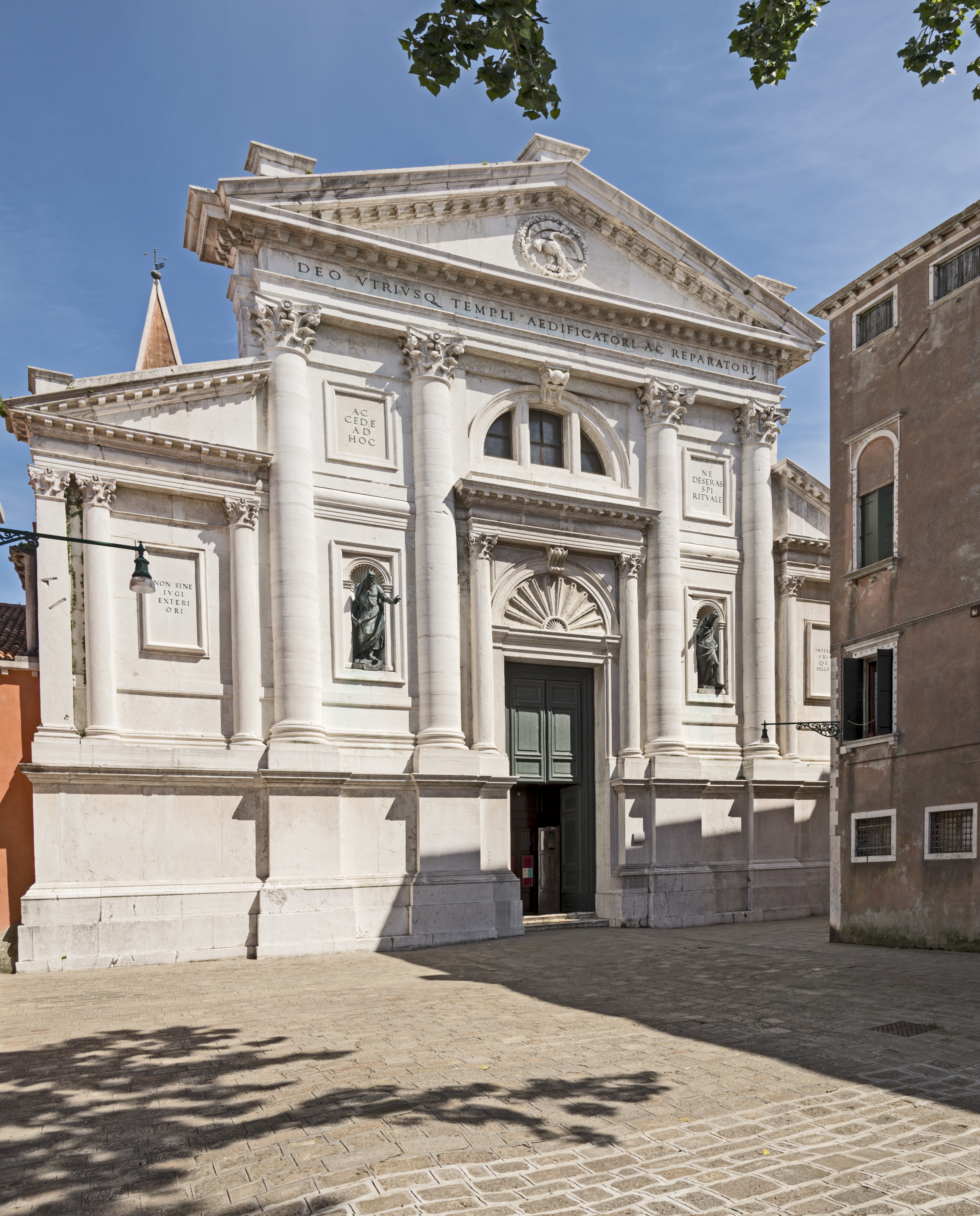
Església de San Francesco della Vigna, començada per Sansovino (1554) i acabada per Palladio
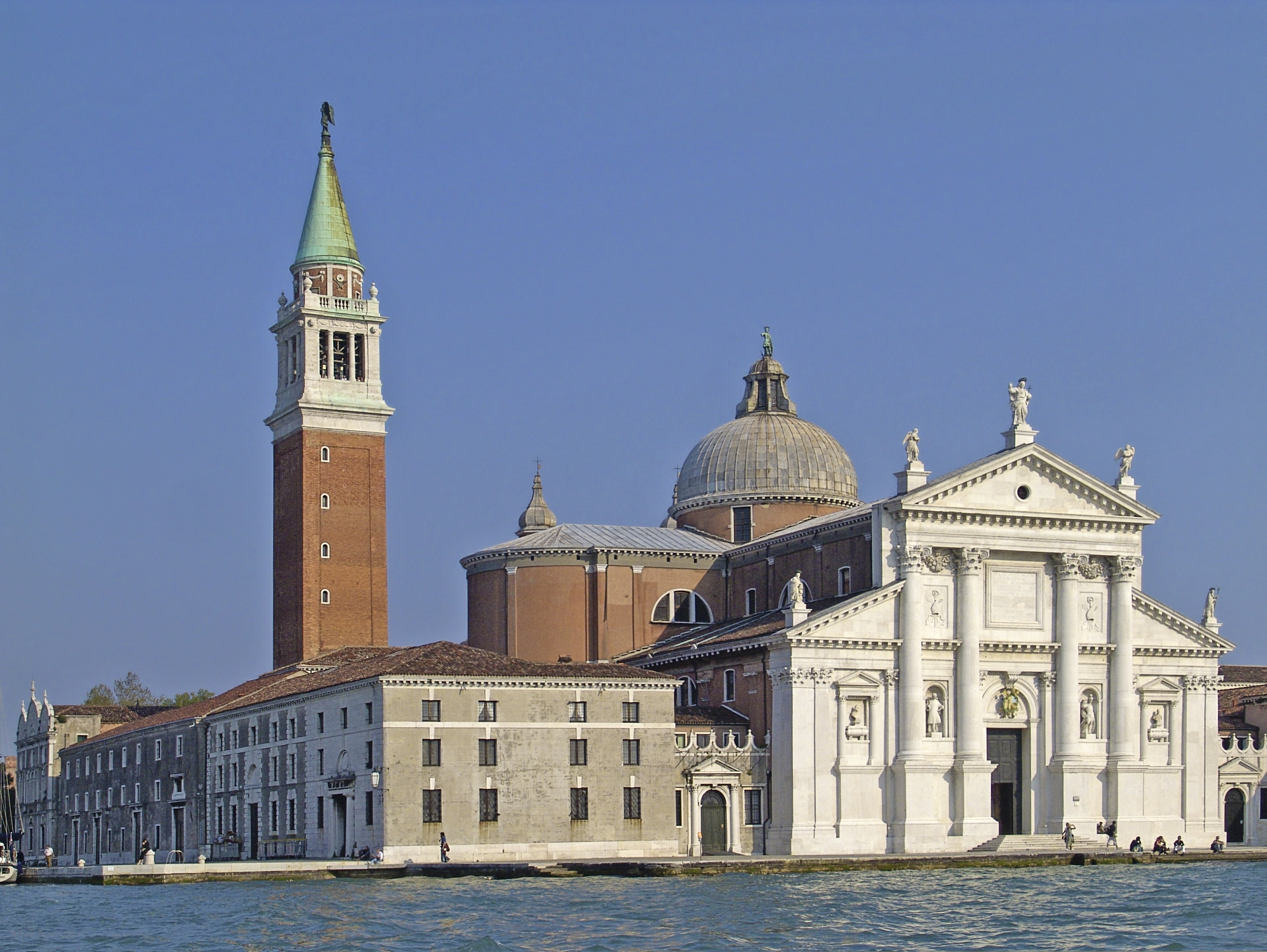
San Giorgio Maggiore, de Palladio, començada en 1566
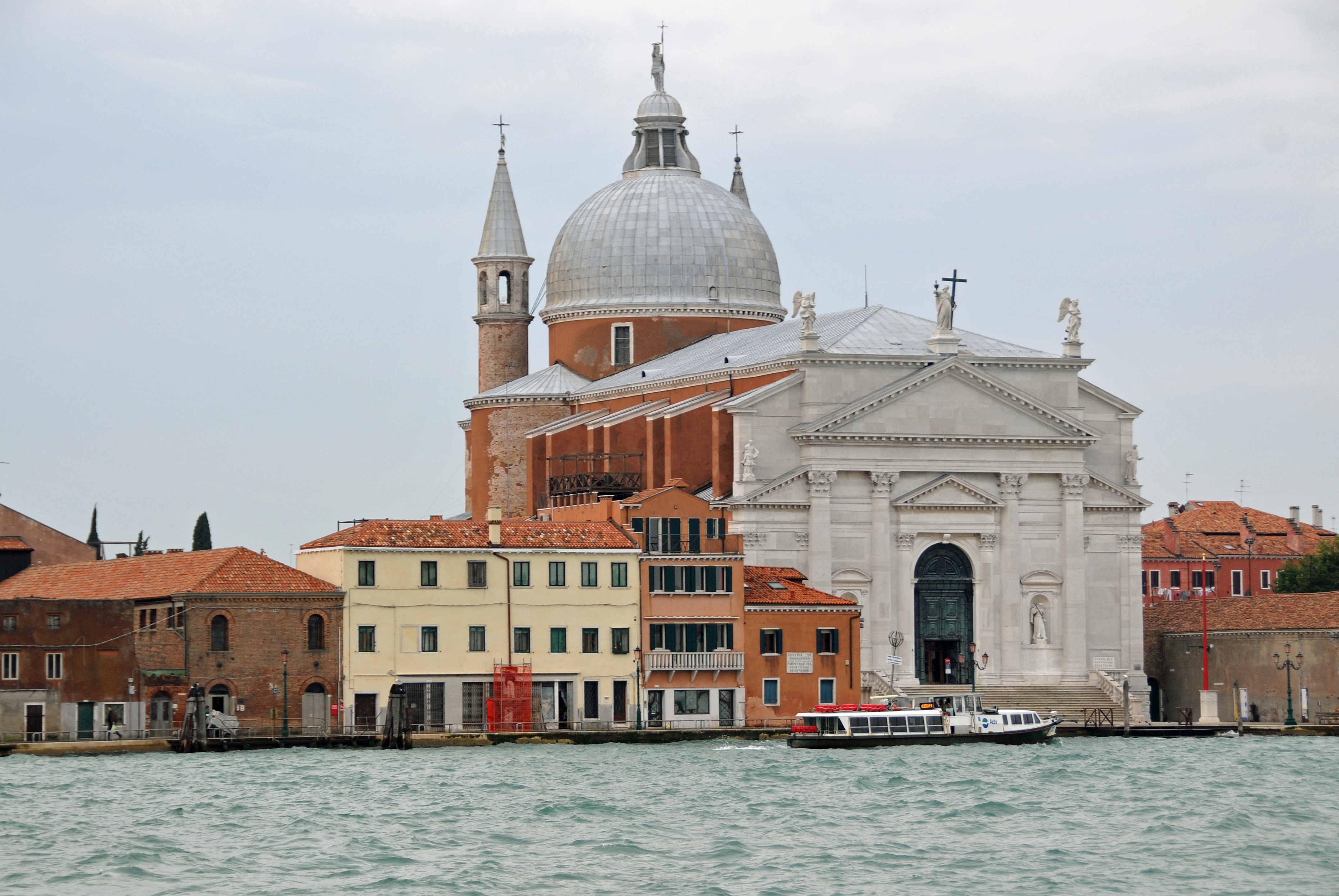
Església del Redemptor, de Palladio, començada el 1577
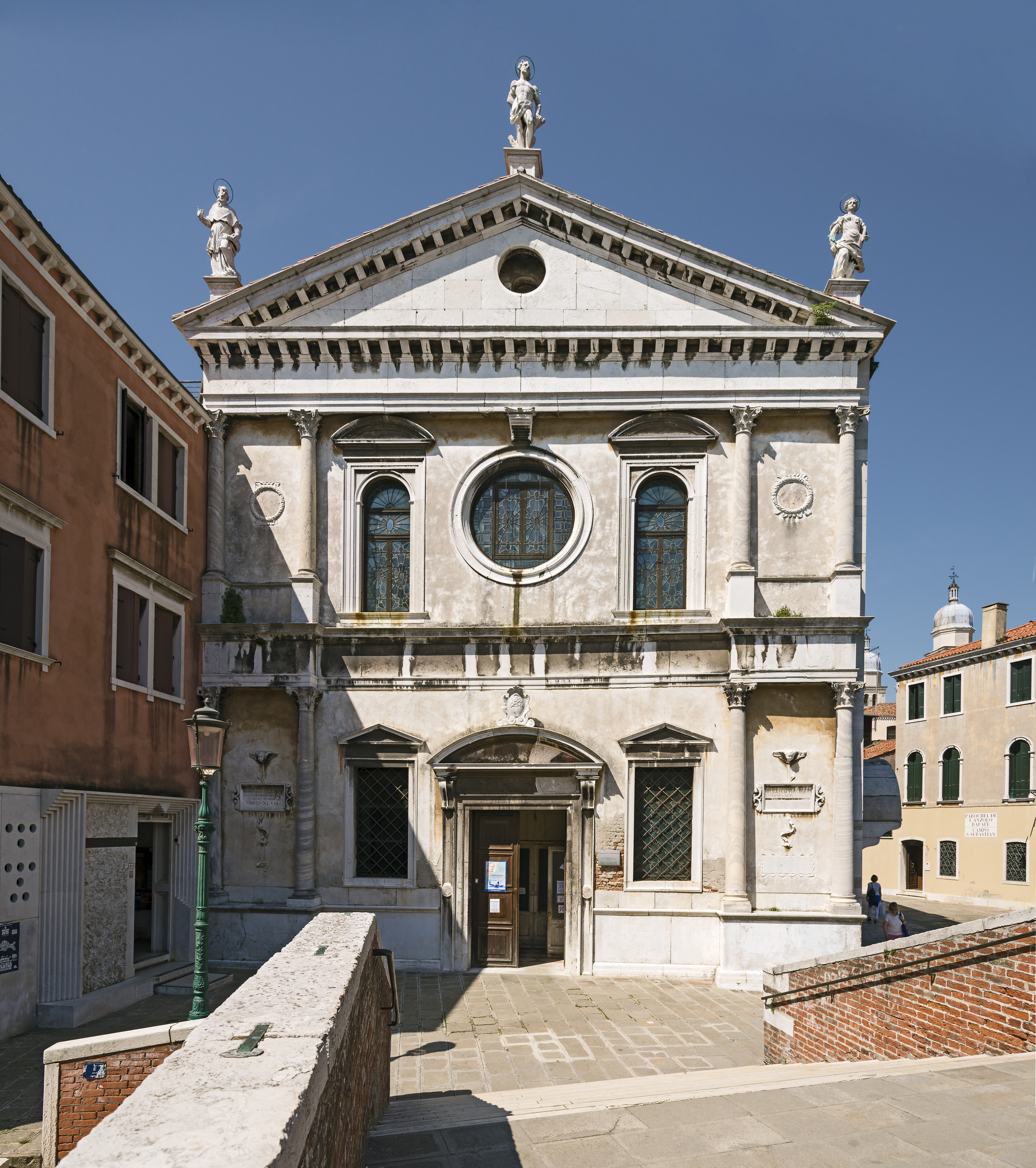
Església de Sant Sebastià, iniciada en 1506